# Юрк, Юрий Юрьевич
Ю́рий Ю́рьевич Юрк (6 мая 1905, Николаевка, Российская империя — 16 января 1976, Симферополь, Крымская область, СССР) — советский геолог, минералог, петролог, доктор геолого-минералогических наук, основатель научной школы.

## Биография
Родился 6 мая 1905 года в селе Николаевка Днепропетровской области в бедной крестьянской семье. Учился в церковно-приходской школе, занимался самообразованием, много читал. Обладал прекрасной памятью, во взрослые годы помнил наизусть многие стихи Т. Г. Шевченко. Любил поэзию и сам пробовал писать.
В 1923 году он поступил в Совпартшколу в городе Кременчуг. Курсанта отметили, направили на рабфак, после окончания которого он поступил в 1927 году на геологический факультет Харьковского университета. Успешно учился, активно участвовал в диспутах. Профессора старой школы Д. И. Соболев, П. П. Пятницкий отмечали его способности. Так Д. Н. Соболев, геологические и философские представления которого тогда часто критиковались, писал (Записки Научно-исследовательского института геологии Харьковского государственного университета. Том 8, 1940, стр. 58): «найдутся в моих работах и явные ошибки. К сожалению, до сих пор критикою (Ю. Ю. Юрком) отмечена из них только одна» (далее речь идёт об «нематериальных» частицах энергии, упомянутых Н. В. Соболевым вслед за Оствальдом в 1913 году). Учёбу Юрий Юрьевич сочетает с педагогической работой — преподаёт в школе погранвойск в Харькова. В 1932 году после окончания университета он получает назначение в аспирантуру, а в 1934 году переходит в аспирантуру в Киев в Институт геологических наук АН УССР.
Научные исследования прервала война. В мае 1942 года Юрий Юрьевич Юрк, имея, как заведующий научным отделом Института геологических наук Академии наук УССР и кандидат наук бронь, добровольцем уходит в Советскую армию. Как офицер со специальной подготовкой, он назначается командиром подразделения армейской разведки, заканчивает войну в звании майора — командиром разведки корпуса. Его военные заслуги отмечены четырьмя боевыми орденами и многими медалями. Прекрасная память помогали ему в выполнении служебных обязанностей. Он всю жизнь в деталях фиксировал в памяти местность: дороги, реки, мосты, рельеф мест, где проходили его геологические и военные маршруты.
В конце 1945 года, после демобилизации он возвращается на работу в Институт геологических наук в Киеве, где в мае 1946 года избирается заведующим отделом минералогии; одновременно он назначается учёным секретарём при Президиуме АН УССР. В 1953 году за успешную защиту диссертации «Петрология Уманского и Антоновского гранитных плутонов» Ю. Ю. Юрку присваивается учёная степень доктора геолого-минералогических наук, в 1954 году он получает учёное звание профессора.

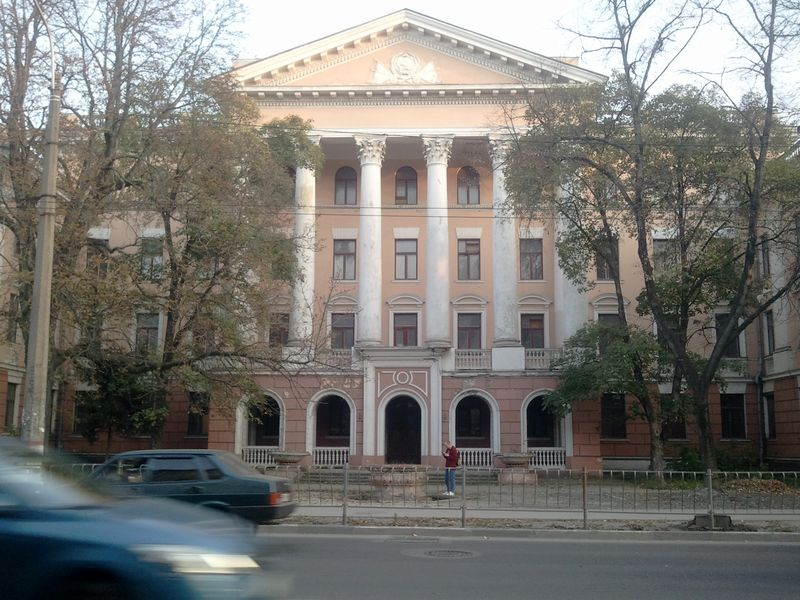
Здание Института минеральных ресурсов в Симферополе

В 1956 году Ю. Ю. Юрк назначается директором вновь созданного в Симферополе Института минеральных ресурсов Академии наук УССР (ИМР). Здесь за короткое время он создает эффективно работающий институт нового типа. Он проработал директором Института минеральных ресурсов с августа 1956 по октябрь 1973 года. В Институте были созданы передовые исследовательские лаборатории. Юрий Юрьевич следил за оснащением их современным оборудованием и кадрами, привлекая геологов, геохимиков, геофизиков, химиков, физиков из передовых научных учреждений. Он был не только научным руководителем, но и воспитателем многочисленных учеников и сотрудников; содействовал их научному росту, организации их жизни, всегда приходил на помощь в трудных обстоятельствах.
Работая в Крыму на протяжении почти 20 лет, Юрий Юрьевич много сделал для популяризации геологических знаний, был инициатором создания геологических музеев в «Артеке» и других здравницах, поощрял комплексные исследование пещер Крыма и другие краеведческие работы, участвовал во многих общественных организациях Крыма. Скоропостижно скончался в результате сердечного приступа 16 января 1976 года в городе Симферополь.

## Научные исследования
Ещё в Харькове в составе группы специалистов Института геологии ХГУ Юрий Юрьевич исследует геологическое строение и минералогию месторождений золота и полиметаллов в Донецком бассейне, участвует в открытии новых рудных районов. В Киеве он приступает к новой тогда тематике — изучению редких элементов Украины. Главным полигоном для исследований геологическим регионом становится Приазовье. Он открыл редкометалльную минерализацию в гранитных пегматитах, описывает новые для Украины минералы. В частности, он устанавливает здесь редкий оксид ниобия, тантала, урана и тория — приазовит. И хотя по современным представлениям приазовит, видимо, не является самостоятельным минералом, как это считал Ю. Ю. Юрк, поддержанный А. Е. Ферсманом, это открытие стало важным научным фактом. В частности, это, по-видимому — первый урановый минерал, открытый в Украине. В предвоенные годы работы Ю. Ю. Юрка приобретают всесоюзную и мировую известность. Он выступает на многих важных конференциях и совещаниях, в том числе на XVII Геологическом конгрессе в Москве.
После демобилизации широкие научные интересы позволяют ему активно и успешно работать в сфере организации работ геологов, в том числе и совместных с химиками, физиками, технологами. Юрий Юрьевич продолжает начатые до войны минералогические исследования, дополняя их петрологией вмещающих гранитных комплексов северо-западной и центральной частей Украинского щита.
В Симферополе наряду с важными региональными геологическими исследованиями Крымского полуострова, основным содержанием научных работ института становится прикладная минералогия в контексте разработки схем обогащения и рационального использования руд. Юрку удалось привлечь к работе в ИМР молодых и амбициозных технологов-обогатителей И. Ф. Кашкарова, Г. М. Шаповалова, С. А. Тихонова, Ю. А. Быкова и других. Наряду с развитием работ по обогащению железных руд и нерудного сырья, появляется новое для нашей страны направление — обогащение россыпных и коренных руд редких металлов, алмазов. На основании результатов работ, выполненных в ИМР, в короткие сроки осваиваются титано-циркониевые прибрежно-морские россыпи, что сделало УССР одним из крупнейших в мире производителей этого вида сырья. Работами но прикладной минералогии Ю. Ю. Юрк руководил сам, готовил через аспирантуру исследователей высшей квалификации в этом новом направлении. Осадочными железными рудами керченского типа на фоне углублённого исследования этого района занималась группа во главе с одним из первых учеников Ю. Ю. Юрка послевоенного периода — нынешним академиком НАН Украины Е. Ф. Шнюковым. В неё входили Ю. С. Лебедев, О. Н. Кириченко, Т. П. Крамм, Н. Я. Сухицкая и другие. Минералогию россыпей в контексте обогащения руд изучали Ю. А. Полканов, Л. И. Морозова и другие, минералы руд редких элементов — Е. Я. Марченко, A. A. Вальтер, Г. К. Ерёменко, Л. Д. Юрьев, Е. П. Гуров, А. И. Чашка и другие. Региональными исследованиями в Крыму с акцентом на нерудные полезные ископаемые занимались H. H. Макаров, Т. И. Добровольская, В. А. Супрычев, В. Г. Бондаренко и другие.
Важным достижением коллектива, работавшего под руководством Ю. Ю. Юрка, явилось открытие алмазов в титаново-циркониевых прибрежно-морских россыпях неогенового возраста. Оно заметно расширило перспективу поисков месторождений коренных алмазов в Украине, на новом фактическом материале значительно углубило представление о типоморфизме алмазов. В частности, здесь был установлен новый тип алмазов — импактный. В последующие годы коренные месторождения импактного алмаза были обнаружены на севере Западной Сибири и в Украине. Во многом благодаря этой находке в Украине получило развитие новое направление современной геологии — учение о взрывных метеоритных кратерах, при образовании которых и возникают импактные алмазы. Из россыпей Украины впервые стал известен и другой новый тип алмазов — мелкие скелетные кубы. В дальнейшем, в значительной мере по результатам изучения учёными института мелкозернистых россыпей северного Казахстана, в районе Кокчетава были открыты коренные месторождения алмазов этого типа.
ИМР становится одним из ведущих институтов СССР в области прикладной минералогии и технологии месторождений полезных ископаемых. Благодаря его исследованиям даётся промышленная оценка Звенигородского титанового, Малышевского титано-циркониевого, Черниговского редкометалльного и других месторождений Украины. Изучал проблемы минералообразования, происхождения магнетитов и сульфидов Кривбасса. ИМР проводил минералого-технологическое изучение руд таких месторождений как Томторское редкометалльное в Якутии, Попигайское (Красноярский край) и Кумды-Кульское (Казахстан) месторождения мелких алмазов и т. д.
Ю. Ю. Юрк оставил большое научное наследие. Он — автор 140 опубликованных научных работ, в том числе 12 монографий, 20 научно-популярных статей. Его работу продолжили учёные его школы, среди непосредственных его учеников насчитывается более 20 докторов и кандидатов наук. Его научная и научно-организационная деятельность была отмечена двумя орденами и многими медалями, он удостоен звания заслуженного деятеля науки и техники.

## Награды
- дважды Орден Отечественной войны 1-й степени;
- Орден Отечественной войны 2-й степени;
- Орден Красной Звезды;
- дважды Орден Знак Почёта.